# Arachnacris regalis
Arachnacris regalis är en insektsart som först beskrevs av Heinrich Hugo Karny 1924.  Arachnacris regalis ingår i släktet Arachnacris och familjen vårtbitare. Inga underarter finns listade i Catalogue of Life.